# Живые и мёртвые (фильм, 2007)
«Живые и мёртвые» (хорв. Živi i mrtvi) — хорватско-боснийский полнометражный художественный фильм антивоенного характера, снятый в 2007 году по роману Йосипа Млакича. Съёмки фильма проходили в Боснии и Герцеговине и Республике Хорватии. В фильме одновременно представлены две сюжетные линии: события Боснийской войны (1993 год) и Второй мировой войны (1943 год).

## Сюжет
В 1943 году группа солдат Хорватского домобранства получает приказ ликвидировать югославский партизанский отряд, скрывающийся в лесах и горах Боснии. Домобранцы отправляются к местечку Чёрные воды, но попадают в партизанское окружение и после нескольких стычек от отряда не остаётся почти никого.
Спустя ровно 50 лет, в 1993 году группа солдат Хорватского совета обороны получает задание занять стратегически важную вершину в тех же местах. История мистическим образом повторяется, с учётом того, что один из бойцов ХВО — внук одного из домобранцев, который сражался в 1943 году против партизан.

## В ролях
- Филип Шовагович[англ.] — Томо / Мартин
- Велибор Топич — Вялый
- Славен Кнезович[хорв.] — Чоро
- Маринко Прга[англ.] — Малый
- Борко Перич[хорв.] — Робе
- Миро Барняк[хорв.] — Иво
- Божидар Орешкович — командир
- Энес Вейзович[хорв.] — Ферид / боевик АРБиХ
- Изудин Байрович[англ.] — Стоян
- Любомир Юркович — Семин
- Роберт Роклицер[хорв.] — капитан Дане Боро
- Звонко Зечевич — старший лейтенант Кнез
- Нино Сорич — Пейо
- Нермин Омич — Жирный / домобран

## Награды и номинации
- Кинофестиваль в Пуле (2007) — победа в номинациях: «Лучший режиссёр», «Лучший актёр второго плана», «Лучший монтаж» и другие.

## Интересные факты
- Съёмки фильма проходили в общинах Горни-Вакуф-Ускопле и Прозор-Рама.
- В ноябре 2010 года британская газета The Independent, сообщая о смерти нацистского преступника Самуэля Кунца, по ошибке поместила на первую полосу фотографию актёра Любомира Юрковича в образе одного из героев фильма[1]. Юркович подал в суд на газету и выиграл дело, а редакторы вынуждены были принести извинения[2].